# جوزف لیستر
جوزف لیستر (به انگلیسی: Joseph Lister, 1st Baron Lister) ‏ (۱۸۲۷–۱۹۱۲)، جراحی انگلیسی بود که نخستین بار، مسئله ضدعفونی کردن اجسام در هنگام جراحی را مطرح ساخت. لیستر در سال ۱۸۱۶، جراح بیمارستان گلاسگو اینفیرماری، بزرگترین بیمارستان شهر گلاسگو، گشت.
او در دوران طبابت خود در این بیمارستان، مجبور بود افراد بسیاری را که در حوادث گوناگون مجروح شده بودند معالجه کند. زخم‌های اکثر این بیماران، اغلب عفونی می‌شد. در این هنگام، اطراف زخم، متورم و ملتهب می‌شد و زخم، عفونت می‌کرد. لیستر همواره در پی آن بود که از بروز این نوع آلودگی‌ها جلوگیری کند. او ابتدا کوشید تا محل زخم را تمیز نگه دارد؛ اما این مسئله نیز کمکی به او نمی‌کرد. سپس لیستر در سال ۱۸۶۴، با یک تجربیات دانشمند فرانسوی به نام لوئی پاستور آشنایی پیدا کرد. پاستور ثابت کرده بود که میکروب‌های ریزی در هوا وجود دارند که باعث خراب شدن شیر و فاسد شدن گوشت می‌شوند. لیستر اندیشید که شاید عفونت زخم‌ها نیز بر اثر وجود میکروب‌های موجود در هوا است.
لیستر کوشید تا با ریختن فنول بر روی میکروب‌های موذی، آن‌ها را از بین ببرد. به این ترتیب، او در کم کردن میزان عفونت بسیار موفق بود و متقاعد شد که به کار بستن این تئوری، برای از میان بردن عفونت مفید است.
در سال ۱۸۶۷، لیستر مقاله‌ای برای یکی از مهم‌ترین مجلات پزشکی نوشت و در آن به شرح کامل عفونت پرداخت و راه مقابله با آن را به تفصیل ذکر کرد. تئوری لیستر در ابتدا به‌طور کامل پذیرفته نشد؛ اما ۲۵ سال بعد، بیشتر جراحان از ماده ضدعفونی برای معالجه زخم‌ها در هنگام عمل، استفاده می‌کردند. امروزه؛ تمامی پزشکان دنیا از ایده‌ای پیروی می‌کنند که نخستین بار جوزف لیستر، آن را مطرح نمود.

جوزف لیستر در طول دوران علمی خود موفق به دریافت جوایزی مانند مدال پادشاهی (به انگلیسی: Royal Medal) در سال ۱۸۸۰، مدال آلبرت (به انگلیسی: Albert Medal) در سال ۱۸۹۴ و مدال کاپلی (به انگلیسی: Copley Medal) در سال ۱۹۰۲ شد.